# يفغيني ساخاروف
يفغيني ساخاروف (22 يوليو 1988 - ) هو لاعب كرة قدم روسي في مركز الوسط. لعب مع سبارتك كوستروما ‏ وFC Dynamo Kostroma ‏ وFC Tekstilshchik Ivanovo ‏ وFC Olimp-Dolgoprudny ‏.

## وصلات خارجية
- يفغيني ساخاروف على موقع قاعدة بيانات كرة القدم.إي يو (الإنجليزية)
- يفغيني ساخاروف على موقع Soccerway.com (الإنجليزية)